# Sagan om Atletico Husby
Sagan om Atletico Husby är en dokumentärfilm från 2013 av Fernando Illezca och Tobias Olofsson. 
Sagan om Atletico Husby handlar om en unik fotbollsklubb i Husby, en förort i Stockholm. Filmen följer Atletico Husby IF, ett lag som inte bara spelar fotboll utan också fungerar som en gemenskap och en symbol för drömmar och motståndskraft i ett område som ofta präglas av socioekonomiska utmaningar.
Dokumentären fokuserar på klubbens resa, spelarnas liv och deras kamp för att lyckas både på och utanför planen. Den lyfter fram berättelser om vänskap och passion för sporten, samtidigt som den skildrar vardagslivet. Det är en berättelse om gemenskap, drömmar och viljan att skapa förändring – både på fotbollsplanen och i livet.
I dokumentärfilmen får man följa Navid, Rojen och "Romario" Ahmed Ibrahim Ali. Romario har en central roll som lagets bästa spelare och en av dess mest karismatiska medlemmar. Tragiskt nog blev Romario knivhuggen till döds på E4:an under lagets framgångsrika period, vilket skakade hela laget och samhället omkring dem. 
Regissörerna började, till en början, dokumentera laget för att ge en nyanserad och hoppfull bild av de människor och historier som formas i Sveriges miljonprogramsområden och i synnerhet en positiv bild av Husby och fotbollslagets framgångar. Efter Romarios död förändrades dock dokumentärens fokus till att skildra hur laget hanterade sorgen, deras kamp för att hålla ihop laget och fortsätta spela fotboll trots den djupa sorgen. Den belyser också hur fotbollen fungerade som en samlande kraft och en källa till hopp för spelarna och samhället i Husby. Filmen visades av Sveriges Television i augusti 2015.

## Handling
Filmen följer ett fotbollslag och tre av dess spelare. Plötsligt nås de av förkrossande nyheter – lagets bästa spelare har blivit ihjälstucken. Det som följer är en säsong fylld av prövningar, både på fotbollsplanen och i deras privata liv.